# Hybris

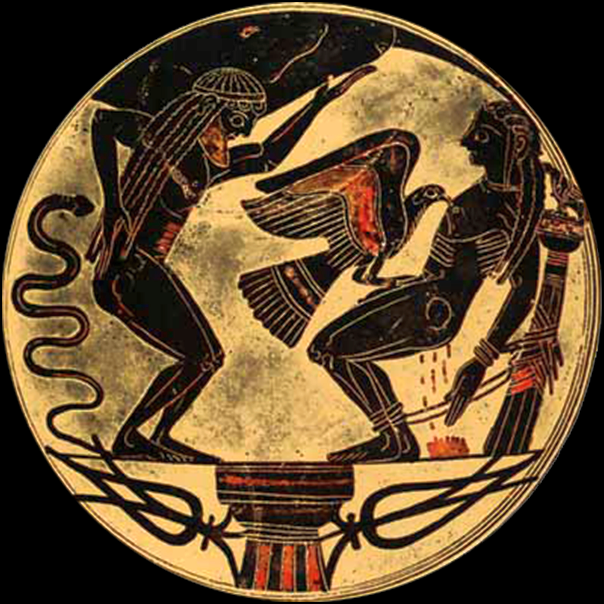
Ceramica a figure nere (550 aC) raffigurante Prometeo che sconta la pena, legato ad una colonna.

Hybris (in greco antico: ὕβρις?, hýbris, [ˈhyːbris]) è un topos (tema ricorrente) della tragedia greca e della letteratura greca, che definisce un tratto della personalità o un'azione connotata da superbia o eccessivo orgoglio, o di disprezzo per l'ordine umano o divino. Il termine è in parte traducibile come "arroganza", o, meglio “tracotanza”, e può essere riferito a un atto consistente in una grave offesa o violazione compiuta per effetto dell'arroganza. Nell'arco narrativo si riferisce, in generale, a un'azione ingiusta o empia avvenuta nel passato, che produce conseguenze negative su persone ed eventi del presente. È un antefatto che vale come causa a monte che condurrà alla catastrofe quale epilogo della tragedia stessa.

## Origine del termine
Le origini del termine vanno presumibilmente collocate nella sfera etica e religiosa. Nel linguaggio giuridico, hybris riflette un'azione delittuosa oppure un'offesa personale compiuta "allo scopo di umiliare", il cui movente è dato non da un utile ma dal piacere, dall'orgoglio di sé che l'autore dell'atto traeva dalla malvagità dell'atto stesso, mostrando la sua superiore forza sulla vittima. L'azione dello stupro era per esempio resa col verbo ὑβρίζω hybrìzō.
Hybris è il nome di una figura correlata al mito greco, secondo il quale personificava violenza e dismisura, in contrapposizione con Diche («la Giustizia»). Esiodo, rivolgendosi al fratello Perse, lo incita ad ascoltare Diche e non a preferirle Hybris. Passava per essere la madre di Coros («la Sazietà») "che freme terribilmente, deciso ad attaccare dappertutto", oppure Coros era ritenuto suo padre, secondo il gioco dei simboli. Non possiede alcuna leggenda in nessun mito. Una tradizione poco conosciuta narra che si unì a Zeus, e che da lui ebbe un figlio, il dio Pan, divinità dei boschi.

## Lahýbrisnell'epica
All'interno dell'Epos omerico sono evidenti più di un episodio in cui alcuni fra i personaggi si macchiano di hybris oppure sfuggono a essa.
Nell'Iliade, Agamennone trattiene per sé come bottino di guerra Criseide, figlia di Crise, sacerdote di Apollo, nonostante quest'ultimo gli avesse offerto come "corrispettivo" della fanciulla innumerevoli tesori; a causa del rifiuto di Agamennone, e avendo rapito una fanciulla sacra al dio Apollo, l'Atride contravviene alle regole non scritte della cultura omerica e scatena l'ira di Apollo stesso, che scaglierà sull'accampamento acheo una grave pestilenza.

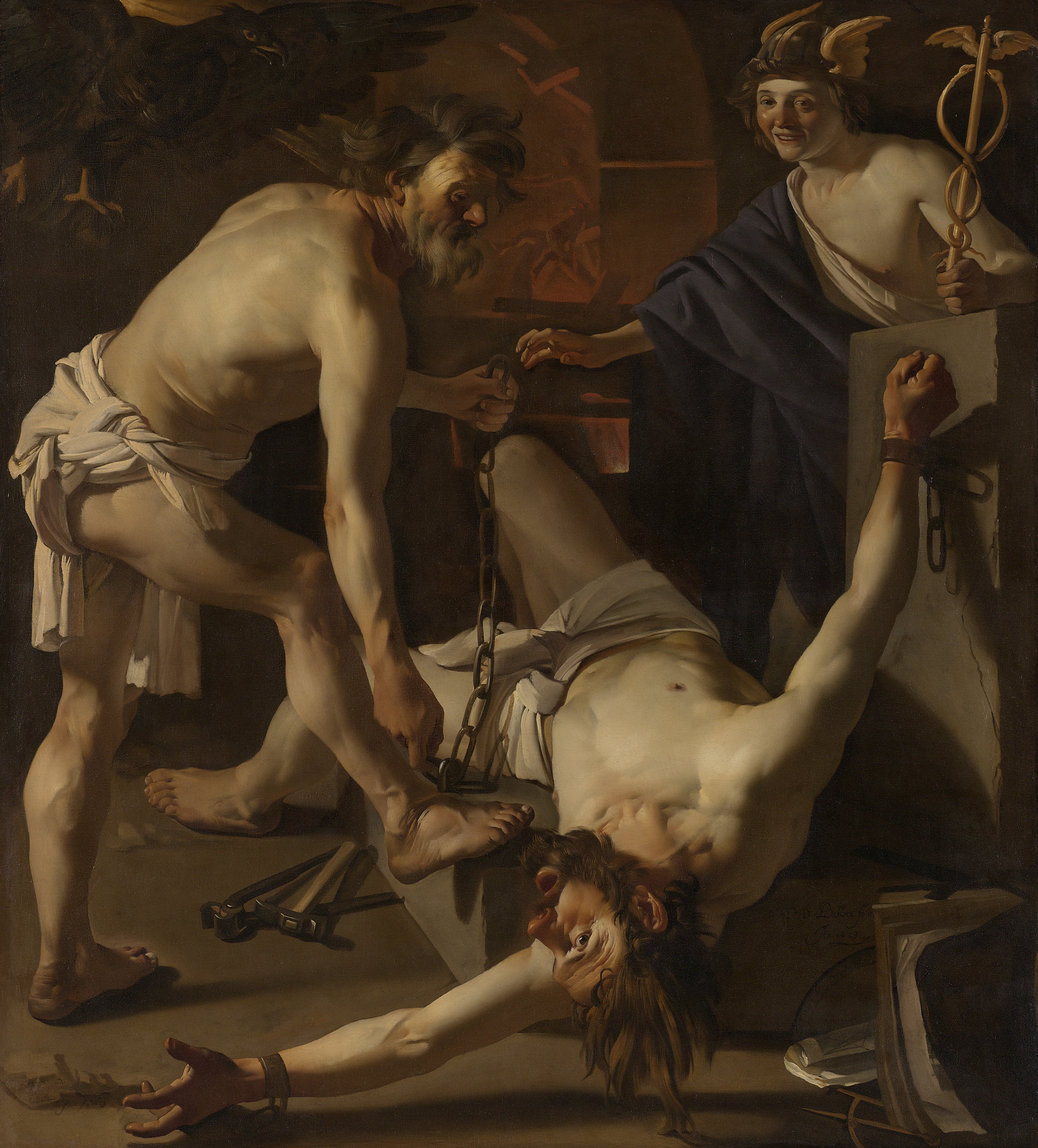
Prometeo incatenato da Vulcano di Dirck van Baburen

Nell'Odissea, le sirene che insidiano lo stesso Odisseo sono portatrici di grande conoscenza, una conoscenza quasi "divina" e per questo proibita ai mortali che, ascoltandone anche il semplice canto, sono per questa ragione indotti a seguirle, schiantandosi con le proprie imbarcazioni sugli scogli; in questo caso, il naufragio è la punizione divina per aver peccato di hybris ascoltando il canto delle sirene e desiderando quindi di essere partecipi di una conoscenza possibile solo alle Divinità.

## Lahýbrisnella tragedia e nel mito
Nella trama della tragedia, l'hybris è un evento accaduto nel passato che influenza in modo negativo gli eventi del presente. È una "colpa" dovuta a un'azione che viola leggi divine immutabili, ed è la causa per cui, anche a distanza di molti anni, i personaggi o la loro discendenza sono portati a commettere crimini o subire azioni malvagie. 
Al termine hybris viene spesso associato quello di nemesis (νέμεσις), che è la sua "conseguenza": significa infatti "vendetta degli dei", "ira", "sdegno", e si riferisce alla punizione giustamente inflitta dagli dei a chi si era macchiato di hybris, o comunque a una conseguenza negativa inevitabile per cui qualcuno - che non è necessariamente il colpevole originario, potendo trattarsi anche di generazioni successive, di un popolo o un discendente - dovrà pagare un prezzo. 
Degno di nota è anche il concetto di "invidia degli dèi" (in greco antico: φθόνος τῶν θεῶν?). In molte tragedie, infatti, essa costituisce lo sviluppo narrativo che porta come conseguenza al commettere un atto di hybris e, di conseguenza, essere un hybristes ossia colpevole di tracotanza.
Una interpretazione di tale "colpa" è quella di collocare la sua origine nella natura umana in quanto anello di congiunzione fra le bestie e le divinità. Ciò implica che l'uomo, in quanto essere inferiore, ha l'imperativo di non cercare di rendere se stesso "divino" attribuendosi prerogative dello status superiore, così come pure deve evitare di cadere in una condizione animalesca. In entrambi i casi se esce dai limiti del suo status può incorrere nel peccato di hybris. Ciò accade, ad esempio, nel racconto di Icaro, colpevole di aver voluto cercare di raggiungere una condizione di sola prerogativa divina (cioè volare fino a raggiungere il Sole, che sarebbe un oggetto di natura divina) quindi punito dagli stessi dei per la sua hybris.
La più antica tragedia greca a noi pervenuta, i Persiani di Eschilo (472 a.C.) è emblematica in tal senso. Essa mette in scena la disfatta di Serse a Salamina nel 480 a.C. a opera degli Ateniesi, presentandola prima attraverso i timori per la sorte del re e dell'esercito espressi dal coro di vecchi dignitari persiani e dalla regina Atossa, poi attraverso il racconto del Messaggero che narra lo svolgimento della battaglia. La sconfitta persiana appare la giusta punizione delle scelte sconsiderate del sovrano, che voleva ingrandire l'impero persiano oltre i suoi confini, imponendo il giogo della servitù all'Ellade. Serse nutrendo progetti fin troppo ambiziosi ha commesso un atto di hybris che viene punito con la rovina sua e dell'armata persiana. Nel corso della tragedia il fantasma di Dario, padre di Serse, comparirà infatti per condannare la follia del figlio (v. 750) esortandolo a non oltraggiare più gli dei "con tracotante ardire" (v. 831) e condannandolo per aver osato aggiogare il sacro Ellesponto con un ponte di barche, pretendendo così di dominare le forze della natura che sono espressione degli dei (vv. 745-750). Il dramma tuttavia, come è stato evidenziato, condanna la hybris, ma non offre indicazioni precise per evitarla, in quanto "la consapevolezza che un atto costituisce hybris si può acquisire solo dopo averlo commesso e dopo averne subito le conseguenze".

## Lahýbrisin campo giuridico
Il termine hybris si rinviene anche in campo giuridico. Nella legislazione greca, infatti, era considerato un oltraggio compiuto senza versare sangue, un vero e proprio reato in quanto la persona era sottoposta al disprezzo pubblico perdendo così il proprio onore. Il dibattito infatti ruota proprio sul valore originario di questo lemma: se la sua accezione sia stata questa fin dal principio o se solo in un secondo momento sia passata alla sfera giuridica. Nelle Opere e giorni di Esiodo il termine ha significato di "tracotante, violento", escludendo colui che ne pecca dalla comunità civile.

## Lahýbrisnella cultura cristiana
Un tema simile ricorre anche nella letteratura cristiana, trasposto su un piano teologico e riformulato nel concetto di peccato originale, ad esempio nella Divina Commedia di Dante Alighieri: qualsiasi peccato può essere ricondotto all'hybris dell'uomo, che consisterebbe nel tentare di giungere a comprendere i misteri ultimi con la sola ragione, ponendosi così egli stesso come Dio. Nel Canto XXVI dell'inferno dantesco, Ulisse racconta il proprio peccato di hybris che consiste nell'essersi spinto con la propria nave troppo oltre le colonne d'Ercole fin quasi a raggiungere il purgatorio. Il tema è rappresentato anche con riferimento al mito di Lucifero, l'angelo la cui caduta sarebbe appunto conseguenza di un atto di superbia.

## Miti legati allahýbris
- il mito di Aracne
- il mito di Bellerofonte
- il mito di Edipo
- il mito di Iblīs
- il mito di Icaro
- il mito di Ifigenia
- il mito di Lucifero
- il mito di Marsia
- il mito di Niobe
- il mito di Prometeo
- il mito di Sisifo
- il mito di Tantalo